# Wspólnota Kościoła Chrześcijan Baptystów Chrześcijańska
Wspólnota Kościoła Chrześcijan Baptystów "Chrześcijańska Społeczność Godswork" w Stargardzie – placówka Kościoła Chrześcijan Baptystów znajdujący się w Stargardzie, przy ulicy Brzozowej 2.
Nabożeństwa odbywają się w każdą niedzielę o godzinie 11:00.